# Élections législatives de 2017 en Maine-et-Loire
Les élections législatives françaises de 2017 se sont tenues les 11 et 18 juin 2017. Dans le département de Maine-et-Loire, sept députés ont été élus dans le cadre de sept circonscriptions.

## Élus
| Circonscription                                 | Député sortant           | Parti | Parti | Député élu ou réélu      | Parti | Parti |
| ----------------------------------------------- | ------------------------ | ----- | ----- | ------------------------ | ----- | ----- |
| 1re                                             | Luc Belot                |       | PS    | Matthieu Orphelin        |       | LREM  |
| 2e                                              | Marc Goua*               |       | PS    | Stella Dupont            |       | LREM  |
| 3e                                              | Jean-Charles Taugourdeau |       | LR    | Jean-Charles Taugourdeau |       | LR    |
| 4e                                              | Michel Piron*            |       | UDI   | Laetitia Saint-Paul      |       | LREM  |
| 5e                                              | Gilles Bourdouleix*      |       | CNIP  | Denis Masséglia          |       | LREM  |
| 6e                                              | Serge Bardy              |       | PS    | Nicole Dubré-Chirat      |       | LREM  |
| 7e                                              | Marc Laffineur*          |       | LR    | Philippe Bolo            |       | MoDem |
| * député sortant ne se représentant pas en 2017 |                          |       |       |                          |       |       |

## Contexte

### Rappel des résultats départementaux des élections de 2012
| Parti          | Parti                                                  | Premier tour | Premier tour | Second tour | Second tour | Sièges |  |
| Parti          | Parti                                                  | Voix         | %            | Voix        | %           | Sièges |  |
| -------------- | ------------------------------------------------------ | ------------ | ------------ | ----------- | ----------- | ------ |  |
|                | Union pour un mouvement populaire dont CNIP, PCD       | 99 921       | 30,90        | 126 471     | 40,95       | 4      |  |
|                | Divers droite dont DLR,                                | 18 273       | 5,65         |             |             | 0      |  |
|                | Nouveau centre                                         | 13 371       | 4,13         | 23 552      | 7,62        | 0      |  |
|                | Nouveau centre                                         | 4 641        | 1,43         |             |             | 0      |  |
|                | Droite parlementaire                                   | 136 206      | 42,11        | 150 023     | 48,57       | 4      |  |
|                |                                                        |              |              |             |             |        |  |
|                | Parti socialiste                                       | 89 242       | 27,59        | 115 051     | 37,25       | 2      |  |
|                | Europe Écologie Les Verts                              | 18 657       | 9,02         |             |             | 0      |  |
|                | Parti radical de gauche                                | 13 244       | 4,09         | 18 095      | 5,86        | 0      |  |
|                | Divers gauchedont MRC                                  | 11 760       | 3,64         | 25 700      | 8,32        | 1      |  |
|                | Majorité présidentielle                                | 132 903      | 41,09        | 158 846     | 51,43       | 3      |  |
|                |                                                        |              |              |             |             |        |  |
|                | Front national                                         | 29 164       | 9,02         |             |             | 0      |  |
|                | Front de gauche                                        | 12 072       | 3,73         | 0           |             |        |  |
|                | Mouvement démocrate                                    | 6 347        | 1,96         | 0           |             |        |  |
|                | Extrême gauche dont LO, NPA et POI                     | 4 524        | 1,40         | 0           |             |        |  |
|                | Divers écologiste dont LT-LNÉ, MHAN, AÉI, MÉI et Cap21 | 2 150        | 0,66         | 0           |             |        |  |
|                | Divers                                                 | 55           | 0,02         | 0           |             |        |  |
|                |                                                        |              |              |             |             |        |  |
| Inscrits       | Inscrits                                               | 553 547      | 100,00       | 553 596     | 100,00      | 7      |  |
| Abstentions    | Abstentions                                            | 223 789      | 40,43        | 234 832     | 42,42       |        |  |
| Votants        | Votants                                                | 329 758      | 59,57        | 318 764     | 57,58       |        |  |
| Blancs et nuls | Blancs et nuls                                         | 6 337        | 1,92         | 9 895       | 3,1         |        |  |
| Exprimés       | Exprimés                                               | 323 421      | 98,08        | 308 869     | 96,9        |        |  |

### Résultats de l’élection présidentielle de 2017 par circonscription
| Circonscription | 1er tour | 1er tour | 1er tour | 1er tour  |         | 2d tour | 2d tour |
| Circonscription | Macron   | Le Pen   | Fillon   | Mélenchon | Macron  | Le Pen  |         |
| --------------- | -------- | -------- | -------- | --------- | ------- | ------- | ------- |
| Circonscription |          |          |          |           |         |         |         |
| 1re             | 28,07 %  | 13,17 %  | 24,73 %  | 14,74 %   | 77,69 % | 22,31 % |         |
| 2e              | 28,53 %  | 13,86 %  | 21,90 %  | 15,65 %   | 77,47 % | 22,53 % |         |
| 3e              | 16,26 %  | 24,65 %  | 23,61 %  | 16,26 %   | 60,62 % | 39,38 % |         |
| 4e              | 22,96 %  | 17,77 %  | 24,88 %  | 14,85 %   | 65,35 % | 34,65 % |         |
| 5e              | 30,26 %  | 14,45 %  | 24,34 %  | 12,53 %   | 77,24 % | 22,76 % |         |
| 6e              | 26,97 %  | 16,45 %  | 23,46 %  | 13,48 %   | 74,20 % | 25,80 % |         |
| 7e              | 27,24 %  | 16,12 %  | 23,47 %  | 14,33 %   | 74,32 % | 25,68 % |         |

## Résultats

### Taux de participation
| Taux de participation | 1er tour | 1er tour | 1er tour   | 2d tour | 2d tour | 2d tour    | Différence entre les deux tours |
| Taux de participation | En 2012  | En 2017  | Différence | En 2012 | En 2017 | Différence | Différence entre les deux tours |
| --------------------- | -------- | -------- | ---------- | ------- | ------- | ---------- | ------------------------------- |
| à 12 heures           | 18,12 %  | 20,83 %  | 2,71       | 18,94 % | 17,16 % | 1,78       | 3,67                            |
| à 17 heures           | 49,28 %  | 43,69 %  | 5,59       | 47,70 % | 36,20 % | 11,5       | 7,49                            |
| final                 | 59,57 %  | 52,31 %  | 7,26       | 57,58 % | 43,68 % | 13,9       | 8,63                            |

### Résultats à l'échelle du département
|                                                    |                                      |                           |                           |                          |                          |
|                                                    |                                      | Premier tour 11 juin 2017 | Premier tour 11 juin 2017 | Second tour 18 juin 2017 | Second tour 18 juin 2017 |
|                                                    |                                      |                           |                           |                          |                          |
|                                                    |                                      | Nombre                    | % des inscrits            | Nombre                   | % des inscrits           |
| Inscrits                                           | Inscrits                             | 568 987                   | 100,00                    | 568 961                  | 100,00                   |
| Abstentions                                        | Abstentions                          | 271 345                   | 47,69                     | 320 412                  | 56,32                    |
| Votants                                            | Votants                              | 297 642                   | 52,31                     | 248 549                  | 43,68                    |
|                                                    |                                      |                           | % des votants             |                          | % des votants            |
| Bulletins blancs                                   | Bulletins blancs                     | 4 967                     | 1,67                      | 18 430                   | 7,42                     |
| Bulletins nuls                                     | Bulletins nuls                       | 1 983                     | 0,67                      | 6 700                    | 2,70                     |
| Suffrages exprimés                                 | Suffrages exprimés                   | 290 692                   | 97,66                     | 223 419                  | 89,89                    |
|                                                    |                                      |                           |                           |                          |                          |
| Étiquette politique                                | Étiquette politique                  | Voix                      | % des exprimés            | Voix                     | % des exprimés           |
|                                                    |                                      |                           |                           |                          |                          |
|                                                    | La République en marche              | 102 563                   | 35,28                     | 119 435                  | 53,45                    |
|                                                    | Les Républicains                     | 39 788                    | 13,69                     | 63 113                   | 28,25                    |
|                                                    | La France insoumise                  | 30 831                    | 10,61                     |                          |                          |
|                                                    | Front national                       | 25 849                    | 8,89                      |                          |                          |
|                                                    | Parti socialiste                     | 18 944                    | 6,52                      |                          |                          |
|                                                    | Mouvement démocrate                  | 17 126                    | 5,89                      | 19 235                   | 8,61                     |
|                                                    | Divers droite                        | 14 037                    | 4,83                      | 9 545                    | 4,27                     |
|                                                    | Écologiste                           | 12 282                    | 4,23                      |                          |                          |
|                                                    | Union des démocrates et indépendants | 8 933                     | 3,07                      | 12 091                   | 5,41                     |
|                                                    | Divers                               | 7 022                     | 2,42                      |                          |                          |
|                                                    | Debout la France                     | 4 820                     | 1,66                      |                          |                          |
|                                                    | Parti communiste français            | 4 058                     | 1,40                      |                          |                          |
|                                                    | Extrême gauche                       | 2 516                     | 0,87                      |                          |                          |
|                                                    | Parti radical de gauche              | 1 483                     | 0,51                      |                          |                          |
|                                                    | Extrême droite                       | 440                       | 0,15                      |                          |                          |
| Source : Ministère de l'Intérieur - Maine-et-Loire |                                      |                           |                           |                          |                          |

### Résultats par circonscription

#### Première circonscription
Député sortant : Luc Belot (Parti socialiste).
|                                                                                |                                                                                    |                           |                           |                          |                          |
|                                                                                |                                                                                    | Premier tour 11 juin 2017 | Premier tour 11 juin 2017 | Second tour 18 juin 2017 | Second tour 18 juin 2017 |
|                                                                                |                                                                                    |                           |                           |                          |                          |
|                                                                                |                                                                                    | Nombre                    | % des inscrits            | Nombre                   | % des inscrits           |
| Inscrits                                                                       | Inscrits                                                                           | 84 090                    | 100,00                    | 84 090                   | 100,00                   |
| Abstentions                                                                    | Abstentions                                                                        | 39 437                    | 46,90                     | 47 184                   | 56,11                    |
| Votants                                                                        | Votants                                                                            | 44 653                    | 53,10                     | 36 906                   | 43,89                    |
|                                                                                |                                                                                    |                           | % des votants             |                          | % des votants            |
| Bulletins blancs                                                               | Bulletins blancs                                                                   | 612                       | 1,37                      | 2 970                    | 8,05                     |
| Bulletins nuls                                                                 | Bulletins nuls                                                                     | 272                       | 0,61                      | 1 044                    | 2,83                     |
| Suffrages exprimés                                                             | Suffrages exprimés                                                                 | 43 769                    | 98,02                     | 32 892                   | 89,12                    |
|                                                                                |                                                                                    |                           |                           |                          |                          |
| Candidat Étiquette politique (partis et alliances)                             | Candidat Étiquette politique (partis et alliances)                                 | Voix                      | % des exprimés            | Voix                     | % des exprimés           |
|                                                                                |                                                                                    |                           |                           |                          |                          |
|                                                                                | Matthieu Orphelin La République en marche                                          | 17 058                    | 38,97                     | 21 158                   | 64,33                    |
|                                                                                | Caroline Fel Les Républicains (Union des démocrates et indépendants)               | 6 369                     | 14,55                     | 11 734                   | 35,67                    |
|                                                                                | Luc Belot (député sortant) Parti socialiste                                        | 5 971                     | 13,64                     |                          |                          |
|                                                                                | Manon Cantin La France insoumise                                                   | 4 939                     | 11,28                     |                          |                          |
|                                                                                | Marie Baron Front national                                                         | 3 249                     | 7,42                      |                          |                          |
|                                                                                | Romain Laveau Europe Écologie Les Verts                                            | 2 159                     | 4,93                      |                          |                          |
|                                                                                | Valentin Rambault Divers (La République en marche diss.)                           | 914                       | 2,09                      |                          |                          |
|                                                                                | Géraldine Robert Debout la France                                                  | 508                       | 1,16                      |                          |                          |
|                                                                                | Franck Cadeau Divers                                                               | 447                       | 1,02                      |                          |                          |
|                                                                                | Gaétan Dirand Extrême droite (Souveraineté, identité et libertés)                  | 440                       | 1,01                      |                          |                          |
|                                                                                | Valentin Brouillard-Dusong Parti communiste français                               | 409                       | 0,93                      |                          |                          |
|                                                                                | Michelle Le Thomas Écologiste (Mouvement 100 % - Alliance écologiste indépendante) | 395                       | 0,90                      |                          |                          |
|                                                                                | Marie-José Faligant Lutte ouvrière                                                 | 323                       | 0,74                      |                          |                          |
|                                                                                | Mathieu Salé Divers                                                                | 287                       | 0,66                      |                          |                          |
|                                                                                | Pierrette Dufour Divers (Union populaire républicaine)                             | 234                       | 0,53                      |                          |                          |
|                                                                                | Jérémie Delavaud Divers (Parti pirate)                                             | 67                        | 0,15                      |                          |                          |
| Source : Ministère de l'Intérieur - Première circonscription de Maine-et-Loire |                                                                                    |                           |                           |                          |                          |

#### Deuxième circonscription
Député sortant : Marc Goua (Parti socialiste).
|                                                                                |                                                       |                           |                           |                          |                          |
|                                                                                |                                                       | Premier tour 11 juin 2017 | Premier tour 11 juin 2017 | Second tour 18 juin 2017 | Second tour 18 juin 2017 |
|                                                                                |                                                       |                           |                           |                          |                          |
|                                                                                |                                                       | Nombre                    | % des inscrits            | Nombre                   | % des inscrits           |
| Inscrits                                                                       | Inscrits                                              | 90 330                    | 100,00                    | 90 325                   | 100,00                   |
| Abstentions                                                                    | Abstentions                                           | 42 493                    | 47,04                     | 50 957                   | 56,42                    |
| Votants                                                                        | Votants                                               | 47 837                    | 52,96                     | 39 368                   | 43,58                    |
|                                                                                |                                                       |                           | % des votants             |                          | % des votants            |
| Bulletins blancs                                                               | Bulletins blancs                                      | 799                       | 1,67                      | 3 077                    | 7,82                     |
| Bulletins nuls                                                                 | Bulletins nuls                                        | 285                       | 0,60                      | 1 103                    | 2,80                     |
| Suffrages exprimés                                                             | Suffrages exprimés                                    | 46 753                    | 97,73                     | 35 188                   | 89,38                    |
|                                                                                |                                                       |                           |                           |                          |                          |
| Candidat Étiquette politique (partis et alliances)                             | Candidat Étiquette politique (partis et alliances)    | Voix                      | % des exprimés            | Voix                     | % des exprimés           |
|                                                                                |                                                       |                           |                           |                          |                          |
|                                                                                | Stella Dupont La République en marche                 | 21 473                    | 45,93                     | 24 313                   | 69,09                    |
|                                                                                | Maxence Henry Les Républicains                        | 5 651                     | 12,09                     | 10 875                   | 30,91                    |
|                                                                                | Tiphaine Prier La France insoumise                    | 5 257                     | 11,24                     |                          |                          |
|                                                                                | Valentin Belhadjali Front national                    | 2 974                     | 6,36                      |                          |                          |
|                                                                                | Romain Dolais Europe Écologie Les Verts               | 2 510                     | 5,37                      |                          |                          |
|                                                                                | Laurent Damour Union des démocrates et indépendants   | 1 996                     | 4,27                      |                          |                          |
|                                                                                | Florence Raymond Augier Parti socialiste              | 1 582                     | 3,38                      |                          |                          |
|                                                                                | Abde-Rahmène Azzouzi Divers                           | 1 407                     | 3,01                      |                          |                          |
|                                                                                | Alain Pagano Parti communiste français                | 1 048                     | 2,24                      |                          |                          |
|                                                                                | Jean-Baptiste Rouleau Debout la France                | 1 025                     | 2,19                      |                          |                          |
|                                                                                | Guillaume Depraz Divers                               | 650                       | 1,39                      |                          |                          |
|                                                                                | Isabelle Depoorter Divers (Parti animaliste)          | 434                       | 0,93                      |                          |                          |
|                                                                                | Henry Jeanvoine Divers (Union populaire républicaine) | 382                       | 0,82                      |                          |                          |
|                                                                                | Philippe Lebrun Lutte ouvrière                        | 364                       | 0,78                      |                          |                          |
| Source : Ministère de l'Intérieur - Deuxième circonscription de Maine-et-Loire |                                                       |                           |                           |                          |                          |

#### Troisième circonscription
Député sortant : Jean-Charles Taugourdeau (Les Républicains).
|                                                                                 |                                                                                                   |                           |                           |                          |                          |
|                                                                                 |                                                                                                   | Premier tour 11 juin 2017 | Premier tour 11 juin 2017 | Second tour 18 juin 2017 | Second tour 18 juin 2017 |
|                                                                                 |                                                                                                   |                           |                           |                          |                          |
|                                                                                 |                                                                                                   | Nombre                    | % des inscrits            | Nombre                   | % des inscrits           |
| Inscrits                                                                        | Inscrits                                                                                          | 70 380                    | 100,00                    | 70 380                   | 100,00                   |
| Abstentions                                                                     | Abstentions                                                                                       | 34 797                    | 49,44                     | 38 753                   | 55,06                    |
| Votants                                                                         | Votants                                                                                           | 35 583                    | 50,56                     | 31 627                   | 44,94                    |
|                                                                                 |                                                                                                   |                           | % des votants             |                          | % des votants            |
| Bulletins blancs                                                                | Bulletins blancs                                                                                  | 552                       | 1,55                      | 2 037                    | 6,44                     |
| Bulletins nuls                                                                  | Bulletins nuls                                                                                    | 258                       | 0,73                      | 857                      | 2,71                     |
| Suffrages exprimés                                                              | Suffrages exprimés                                                                                | 34 773                    | 97,72                     | 28 733                   | 90,85                    |
|                                                                                 |                                                                                                   |                           |                           |                          |                          |
| Candidat Étiquette politique (partis et alliances)                              | Candidat Étiquette politique (partis et alliances)                                                | Voix                      | % des exprimés            | Voix                     | % des exprimés           |
|                                                                                 |                                                                                                   |                           |                           |                          |                          |
|                                                                                 | Anne Barrault La République en marche                                                             | 10 417                    | 29,96                     | 13 827                   | 48,12                    |
|                                                                                 | Jean-Charles Taugourdeau (député sortant) Les Républicains (Union des démocrates et indépendants) | 9 448                     | 27,17                     | 14 906                   | 51,88                    |
|                                                                                 | Patrice Lancien Front national                                                                    | 4 344                     | 12,49                     |                          |                          |
|                                                                                 | Georges Chabrier La France insoumise                                                              | 3 400                     | 9,78                      |                          |                          |
|                                                                                 | Frédéric Mortier Divers droite                                                                    | 2 564                     | 7,37                      |                          |                          |
|                                                                                 | Daphnée Raveneau Europe Écologie Les Verts                                                        | 1 541                     | 4,43                      |                          |                          |
|                                                                                 | Alexandre Leroy Parti radical de gauche                                                           | 1 483                     | 4,26                      |                          |                          |
|                                                                                 | Patrice Daviau Parti communiste français                                                          | 840                       | 2,42                      |                          |                          |
|                                                                                 | Hugues d'Argentré Divers droite (577-Les Indépendants)                                            | 323                       | 0,93                      |                          |                          |
|                                                                                 | Patricia Peillon Lutte ouvrière                                                                   | 254                       | 0,73                      |                          |                          |
|                                                                                 | Noëlle Blstyak Divers (Union populaire républicaine)                                              | 159                       | 0,46                      |                          |                          |
| Source : Ministère de l'Intérieur - Troisième circonscription de Maine-et-Loire |                                                                                                   |                           |                           |                          |                          |

#### Quatrième circonscription
Député sortant : Michel Piron (Union des démocrates et indépendants).
|                                                                                 |                                                                     |                           |                           |                          |                          |
|                                                                                 |                                                                     | Premier tour 11 juin 2017 | Premier tour 11 juin 2017 | Second tour 18 juin 2017 | Second tour 18 juin 2017 |
|                                                                                 |                                                                     |                           |                           |                          |                          |
|                                                                                 |                                                                     | Nombre                    | % des inscrits            | Nombre                   | % des inscrits           |
| Inscrits                                                                        | Inscrits                                                            | 74 275                    | 100,00                    | 74 274                   | 100,00                   |
| Abstentions                                                                     | Abstentions                                                         | 35 342                    | 47,58                     | 41 712                   | 56,16                    |
| Votants                                                                         | Votants                                                             | 38 933                    | 52,42                     | 32 562                   | 43,84                    |
|                                                                                 |                                                                     |                           | % des votants             |                          | % des votants            |
| Bulletins blancs                                                                | Bulletins blancs                                                    | 677                       | 1,74                      | 2 623                    | 8,06                     |
| Bulletins nuls                                                                  | Bulletins nuls                                                      | 268                       | 0,69                      | 991                      | 3,04                     |
| Suffrages exprimés                                                              | Suffrages exprimés                                                  | 37 988                    | 97,57                     | 28 948                   | 88,90                    |
|                                                                                 |                                                                     |                           |                           |                          |                          |
| Candidat Étiquette politique (partis et alliances)                              | Candidat Étiquette politique (partis et alliances)                  | Voix                      | % des exprimés            | Voix                     | % des exprimés           |
|                                                                                 |                                                                     |                           |                           |                          |                          |
|                                                                                 | Laetitia Saint-Paul La République en marche                         | 14 496                    | 38,16                     | 16 857                   | 58,23                    |
|                                                                                 | Éric Touron Union des démocrates et indépendants (Les Républicains) | 6 937                     | 18,26                     | 12 091                   | 41,77                    |
|                                                                                 | Aymeric Merlaud Front national                                      | 4 744                     | 12,49                     |                          |                          |
|                                                                                 | France Moreau La France insoumise                                   | 3 451                     | 9,08                      |                          |                          |
|                                                                                 | Charles-Henri Jamin Divers droite (Parti chrétien-démocrate)        | 2 138                     | 5,63                      |                          |                          |
|                                                                                 | Meriem Baba Parti socialiste                                        | 1 895                     | 4,99                      |                          |                          |
|                                                                                 | Christelle Cardet Europe Écologie Les Verts                         | 1 324                     | 3,49                      |                          |                          |
|                                                                                 | Patrick Daviaud Debout la France                                    | 836                       | 2,20                      |                          |                          |
|                                                                                 | Caroline Coignard Divers (Parti de campagne)                        | 824                       | 2,17                      |                          |                          |
|                                                                                 | Melvin Tallier Divers droite (Rebâtir la France)                    | 510                       | 1,34                      |                          |                          |
|                                                                                 | Marie-Loup Lelias Parti communiste français                         | 340                       | 0,90                      |                          |                          |
|                                                                                 | Didier Lizé Lutte ouvrière                                          | 273                       | 0,72                      |                          |                          |
|                                                                                 | Christophe Richard Divers (Union populaire républicaine)            | 220                       | 0,58                      |                          |                          |
| Source : Ministère de l'Intérieur - Quatrième circonscription de Maine-et-Loire |                                                                     |                           |                           |                          |                          |

#### Cinquième circonscription
Député sortant : Gilles Bourdouleix (Centre national des indépendants et paysans).
|                                                                                 |                                                           |                           |                           |                          |                          |
|                                                                                 |                                                           | Premier tour 11 juin 2017 | Premier tour 11 juin 2017 | Second tour 18 juin 2017 | Second tour 18 juin 2017 |
|                                                                                 |                                                           |                           |                           |                          |                          |
|                                                                                 |                                                           | Nombre                    | % des inscrits            | Nombre                   | % des inscrits           |
| Inscrits                                                                        | Inscrits                                                  | 77 380                    | 100,00                    | 77 379                   | 100,00                   |
| Abstentions                                                                     | Abstentions                                               | 38 858                    | 50,22                     | 44 819                   | 57,92                    |
| Votants                                                                         | Votants                                                   | 38 522                    | 49,78                     | 32 560                   | 42,08                    |
|                                                                                 |                                                           |                           | % des votants             |                          | % des votants            |
| Bulletins blancs                                                                | Bulletins blancs                                          | 565                       | 1,47                      | 1 698                    | 5,21                     |
| Bulletins nuls                                                                  | Bulletins nuls                                            | 240                       | 0,62                      | 686                      | 2,11                     |
| Suffrages exprimés                                                              | Suffrages exprimés                                        | 37 717                    | 97,91                     | 30 176                   | 92,68                    |
|                                                                                 |                                                           |                           |                           |                          |                          |
| Candidat Étiquette politique (partis et alliances)                              | Candidat Étiquette politique (partis et alliances)        | Voix                      | % des exprimés            | Voix                     | % des exprimés           |
|                                                                                 |                                                           |                           |                           |                          |                          |
|                                                                                 | Denis Masséglia La République en marche                   | 17 966                    | 47,63                     | 20 631                   | 68,37                    |
|                                                                                 | Patrice Brault Divers droite                              | 8 017                     | 21,26                     | 9 545                    | 31,63                    |
|                                                                                 | Kévin Certenais La France insoumise                       | 3 197                     | 8,48                      |                          |                          |
|                                                                                 | Lucie Pineau Front national                               | 2 753                     | 7,30                      |                          |                          |
|                                                                                 | Franck Loiseau Europe Écologie Les Verts                  | 2 101                     | 5,57                      |                          |                          |
|                                                                                 | Jean-Marc Vacher Parti socialiste                         | 1 568                     | 4,16                      |                          |                          |
|                                                                                 | Martine Cordier Debout la France                          | 640                       | 1,70                      |                          |                          |
|                                                                                 | Jean-Yves Rineau Divers droite (Parti chrétien-démocrate) | 485                       | 1,29                      |                          |                          |
|                                                                                 | Denis Plard Lutte ouvrière                                | 410                       | 1,09                      |                          |                          |
|                                                                                 | Claudie Lecuyer Parti communiste français                 | 309                       | 0,82                      |                          |                          |
|                                                                                 | Gilles Ménard Divers (Union populaire républicaine)       | 271                       | 0,72                      |                          |                          |
| Source : Ministère de l'Intérieur - Cinquième circonscription de Maine-et-Loire |                                                           |                           |                           |                          |                          |

#### Sixième circonscription
Député sortant : Serge Bardy (Parti socialiste).
|                                                                               |                                                                      |                           |                           |                          |                          |
|                                                                               |                                                                      | Premier tour 11 juin 2017 | Premier tour 11 juin 2017 | Second tour 18 juin 2017 | Second tour 18 juin 2017 |
|                                                                               |                                                                      |                           |                           |                          |                          |
|                                                                               |                                                                      | Nombre                    | % des inscrits            | Nombre                   | % des inscrits           |
| Inscrits                                                                      | Inscrits                                                             | 94 700                    | 100,00                    | 94 693                   | 100,00                   |
| Abstentions                                                                   | Abstentions                                                          | 44 729                    | 47,23                     | 53 784                   | 56,80                    |
| Votants                                                                       | Votants                                                              | 49 971                    | 52,77                     | 40 909                   | 43,20                    |
|                                                                               |                                                                      |                           | % des votants             |                          | % des votants            |
| Bulletins blancs                                                              | Bulletins blancs                                                     | 1 006                     | 2,01                      | 3 194                    | 7,81                     |
| Bulletins nuls                                                                | Bulletins nuls                                                       | 419                       | 0,84                      | 1 049                    | 2,56                     |
| Suffrages exprimés                                                            | Suffrages exprimés                                                   | 48 546                    | 97,15                     | 36 666                   | 89,63                    |
|                                                                               |                                                                      |                           |                           |                          |                          |
| Candidat Étiquette politique (partis et alliances)                            | Candidat Étiquette politique (partis et alliances)                   | Voix                      | % des exprimés            | Voix                     | % des exprimés           |
|                                                                               |                                                                      |                           |                           |                          |                          |
|                                                                               | Nicole Dubré-Chirat La République en marche                          | 21 153                    | 43,57                     | 22 649                   | 61,77                    |
|                                                                               | André Martin Les Républicains (Union des démocrates et indépendants) | 9 922                     | 20,44                     | 14 017                   | 38,23                    |
|                                                                               | Maryline Fonteneau Grelet La France insoumise                        | 5 851                     | 12,05                     |                          |                          |
|                                                                               | Serge Bardy (député sortant) Parti socialiste                        | 4 666                     | 9,61                      |                          |                          |
|                                                                               | Bernadette de La Bourdonnaye Front national                          | 4 222                     | 8,70                      |                          |                          |
|                                                                               | Thomas Chamaillé Debout la France                                    | 1 111                     | 2,29                      |                          |                          |
|                                                                               | Pauline Emery Parti communiste français                              | 646                       | 1,33                      |                          |                          |
|                                                                               | Didier Testu Lutte ouvrière                                          | 559                       | 1,15                      |                          |                          |
|                                                                               | Myriam Manceau Divers (Union populaire républicaine)                 | 416                       | 0,86                      |                          |                          |
| Source : Ministère de l'Intérieur - Sixième circonscription de Maine-et-Loire |                                                                      |                           |                           |                          |                          |

#### Septième circonscription
Député sortant : Marc Laffineur (Les Républicains).
|                                                                                |                                                                        |                           |                           |                          |                          |
|                                                                                |                                                                        | Premier tour 11 juin 2017 | Premier tour 11 juin 2017 | Second tour 18 juin 2017 | Second tour 18 juin 2017 |
|                                                                                |                                                                        |                           |                           |                          |                          |
|                                                                                |                                                                        | Nombre                    | % des inscrits            | Nombre                   | % des inscrits           |
| Inscrits                                                                       | Inscrits                                                               | 77 832                    | 100,00                    | 77 820                   | 100,00                   |
| Abstentions                                                                    | Abstentions                                                            | 35 689                    | 45,85                     | 43 203                   | 55,52                    |
| Votants                                                                        | Votants                                                                | 42 143                    | 54,15                     | 34 617                   | 44,48                    |
|                                                                                |                                                                        |                           | % des votants             |                          | % des votants            |
| Bulletins blancs                                                               | Bulletins blancs                                                       | 760                       | 1,80                      | 2 831                    | 8,18                     |
| Bulletins nuls                                                                 | Bulletins nuls                                                         | 237                       | 0,56                      | 970                      | 2,80                     |
| Suffrages exprimés                                                             | Suffrages exprimés                                                     | 41 146                    | 97,63                     | 30 816                   | 89,02                    |
|                                                                                |                                                                        |                           |                           |                          |                          |
| Candidat Étiquette politique (partis et alliances)                             | Candidat Étiquette politique (partis et alliances)                     | Voix                      | % des exprimés            | Voix                     | % des exprimés           |
|                                                                                |                                                                        |                           |                           |                          |                          |
|                                                                                | Philippe Bolo Mouvement démocrate (La République en marche)            | 17 126                    | 41,62                     | 19 235                   | 62,42                    |
|                                                                                | Étienne Glémot Les Républicains (Union des démocrates et indépendants) | 8 398                     | 20,41                     | 11 581                   | 37,58                    |
|                                                                                | Olivier Dupuis La France insoumise                                     | 4 736                     | 11,51                     |                          |                          |
|                                                                                | Aurore Lahondès Front national                                         | 3 563                     | 8,66                      |                          |                          |
|                                                                                | Silvia Camara-Tombini Parti socialiste                                 | 3 262                     | 7,93                      |                          |                          |
|                                                                                | Hervé Dubosclard Europe Écologie Les Verts                             | 2 252                     | 5,47                      |                          |                          |
|                                                                                | Stéphanie Chivert Debout la France                                     | 700                       | 1,70                      |                          |                          |
|                                                                                | Stéphanie Dupeyroux Parti communiste français                          | 466                       | 1,13                      |                          |                          |
|                                                                                | Céline L'Huillier Lutte ouvrière                                       | 333                       | 0,81                      |                          |                          |
|                                                                                | Éric Mercier Divers (Union populaire républicaine)                     | 310                       | 0,75                      |                          |                          |
| Source : Ministère de l'Intérieur - Septième circonscription de Maine-et-Loire |                                                                        |                           |                           |                          |                          |